# 馬迪奧·卡斯拉
馬迪奧·卡斯拉（西班牙語：Mateo Cassierra，1997年4月13日—），是一名哥倫比亞足球運動員，現時效力俄羅斯足球超級聯賽球會泽尼特。司職前鋒。

## 球會生涯

### 卡利體育會
卡斯拉於2015年為卡利體育會首次上陣。效力卡利體育會時，卡斯拉的球衣印字為「Casierra」，而其真實名字為「Cassierra」。

### 阿積士
2016年6月17日，卡斯拉轉會至荷蘭足球甲級聯賽球會阿積士，並簽下直至2021年屆滿的5年合約，轉會費為550萬歐元。他是繼丹尼爾·克魯茲後，第2名為阿積士上陣的哥倫比亞球員。